# Fadil Hadžić
Fadil Hadžić (Bileća, 23. travnja 1922. – Zagreb, 3. siječnja 2011.), bio je bosanskohercegovački i hrvatski filmski redatelj i scenarist, dramski pisac, novinar, književnik, publicist, slikar i komediograf. Fadil Hadžić nezaobilazna je osobnost kulturnog svijeta Zagreba i Hrvatske druge polovice 20. stoljeća, autor više od 50 kazališnih komedija, po čemu je najizvođeniji suvremeni hrvatski komediograf.

## Životopis
Fadil Hadžić rodio se u Bileći 1922. godine. Roditelji su mu radili kao poštanski službenici i obitelj se zbog toga često selila pa je odrastao u Lašvi, Bosanskom Brodu, Sarajevu. U vrijeme dok je živio u Bosanskom Brodu pohađao je Kraljevsku državnu realnu gimnaziju u Slavonskom Brodu (danas Gimnazija Matija Mesić) i u njoj je završio I. d razred, 1934. godine i II. a razred 1935. godine. 1943. godine došao je u Zagreb. Diplomirao je slikarstvo na Akademiji likovnih umjetnosti u Zagrebu. Osnovao je zagrebačka kazališta Kerempuhovo vedro kazalište (1950. godine, a od 1951. godine Komedija) i Satiričko kazalište Jazavac (1964. godine, a od 1994. godine Kerempuh) kojemu je bio umjetnički direktor od 1964. do 1984. godine. U sklopu Jazavca otvorio je 1981. godine Teatar Vidra. Bio je intendant zagrebačkoga Hrvatskoga narodnog kazališta (1981. – 1982.).
Osnovao je prvo hrvatsko poduzeće za proizvodnju crtanih filmova Duga-film 1951. godine. 
Režirao je 14 hrvatskih igranih filmova: ratni Desant na Drvar (1963.), povijesni Sarajevski atentat (1968.), više političkih drama, među kojima Službeni položaj (1964.), Druga strana medalje (1965.), Lov na jelene o povratniku iz inozemstva lažno optuženome za ratne zločine (1971.), Novinar o slobodi novinstva (1979.), ukupno 60 dramskih tekstova. Autor je samo jednoga dramskog nekomedijskoga djela (Dijalog za žive) i libreta za komičnu operu na glazbu Borisa Papandopula (Požar u operi). 
Režirao je i prvu hrvatsku humorističnu televizijsku seriju Sedma sila. Bio je jedan od pokretača humorističkog tjednika Kerempuh i njegov glavni urednik 1946. – 1951., pa 1952. – 1953., te kratko vrijeme potkraj 1955. Bio je glavni urednik Vjesnika u srijedu 1953. – 1956. Pokrenuo je, 1960. godine, tjednik za kulturu Telegram i bio njegov prvi glavni urednik 1960. – 1962., a 1970. godine pokrenuo je dvotjednik za kulturu OKO, kojemu je također bio prvi glavni urednik. Objavljivao je i novinske kozerije ili dlanoskopiju, potpisujući ih pseudonimom Zoran Zec, a skupljene su u knjizi Hrvatski Olimp. Bio je predsjednik Hrvatskoga novinarskog društva 1954. – 1955. Dobio je više novinarskih nagrada (HND 1956/57., Zlatnu plaketu Vjesnika 1980. itd.). Uređivao je kulturnu rubriku Vjesnika, Filmsku kulturu, bio je glavni urednik Izdavačkog poduzeća Stvarnost. Kao slikar od 1977. godine izlagao je na tridesetak samostalnih i skupnih izložbi.
U rujnu 2010. godine o Fadilu Hadžiću snimljen je 15 minutni dokumentarni film scenariste i redatelja Tonka Jovića i producenta Davorina Štetnera u kojem je sažeta cijela Hadžićeva karijera i život. Fadil Hadžić do zadnjeg je dana bio aktivan u kazalištu Kerempuh.

## Nepotpun popis djela

### Filmovi
- Tamo, kraj opasne rijeke (1957.) dokumentarni film
- Posljednja čerga (1958.)  dokumentarni film
- Abeceda straha (1961.)
- Da li je umro dobar čovjek? (1962.)
- Službeni položaj (1964.)
- Druga strana medalje (1965.)
- Konjuh planinom (1966.)
- Protest (1967.)
- Sarajevski atentat (1968.)
- Tri sata za ljubav (1968.)
- Divlji anđeli (1969.)
- Idu dani (1970.)
- Lov na jelene (1972.)
- Novinar (1979.)
- Ambasador (1984.)
- Doktor ludosti (2003.)
- Lopovi prve klase (2005.)
- Zapamtite Vukovar (2008.)

### Kazališne komedije
- Dosadna komedija (1952.)
- Žuto dugme (1953.)
- Pet ludih sinova (1954.)
- Svi smo mi samo ljudi (1956.)
- Sitne duše (1957.)
- Hotel za luđake (1961.)
- Ljudi i majmuni (1962.)
- Dijalog za žive (1964.)
- Ličnost (1965.)
- Političko vjenčanje (1968.)
- Trgovački putnik (1969.)
- Revolucija u dvorcu (1970.)
- Ukradeno božanstvo (1971.)
- Antigona mrzi Herakla (1971.)
- Telefonski imenik (1972.)
- Dobro jutro lopovi (1973.)
- Naručena komedija (1974.)
- Naručena komedija (1974.)
- Hitler u partizanima (1974.)
- Sudski slučaj Andrije Buvača (1975.)
- Centrala (1975.)
- Muholovka (1976.)
- Državni lopov (1977.)
- Žensko pitanje (1977.)
- Karijera (1977.)
- Čovjek na položaju (1979)
- Život piše romane (1979.)
- Ugledni gost (1979.)
- Punjena ptica (1980.)
- Češalj (1981.)
- Špijun (1981.)
- Piramida (1981.)
- Ljubav na prvi pogled (1982.)
- Neprijatelj u tramvaju (1983.)
- Zmija (1983.)
- Požar u operi (1983.)
- Gospoda i drugovi (1983.)
- Anđeli i vragovi (2001.)

### Prozna djela
- Buddha me lijepo primio, putopis, (1955.)
- Dosadna komedija (1956.)
- Ljudi i majmuni, satire, (1962.)
- Hrvatski Olimp, satire, (1970.) (pod pseudonimom Zoran Zec)
- Tele sa dvije glave, priče, (1979.)
- Bijela vrana u crnim rukavicama: humoreske i satire, (1982.)
- Nevini lopovi, priče, (1988.)
- Avanture ideologije, knjiga eseja, (1990.)
- Glumac, to čudno stvorenje, satira, (1995.)
- Crveni mozak: satiričko - fantastični roman, roman, (Zagreb, 1997.)
- Anatomija smijeha, eseji o fenomenu komičnog, (1998.)
- Antologija hrvatskog humora kroz šest stoljeća (Zagreb, 1999.)
- Konvertit, roman, (2000.)
- Kora: ispovijed pudlice koja je naučila čovjekov jezik, roman, (2001.)
- Državni lopov: i druge komedije, (2004.)
- Bilmez, roman, (2009.)

## Nagrade
- 1964.: Velika zlatna arena u Puli za film "Službeni položaj".[7]
- 1975.: Nagrada Grada Zagreba za cjelokupno stvaralaštvo.
- 1979.: Zlatna arena za režiju, za film "Novinar".[8]
- 1980.: Zlatna plaketa Vjesnika
- 1985.: Nagrada Vladimir Nazor za životno djelo.
- 1988.: Nagrada Dubravko Dujšin za kazalištnu djelatnost.
- 1992.: Nagrada za dramsko djelo "Marin Držić" (3. nagrada za "Puni pogodak").[9]
- 2004.: Nagrada Marijan Rotar.[10]

## Spomen
- 2011. godine Dani satire bili su posvećeni Fadilu Hadžiću. Bila je to zadnja "sezonska posveta" a od 2012. godine Dani satire imaju ime Dani satire Fadila Hadžića, čime su trajno posvećeni svom osnivaču i utemeljitelju Satiričkog kazališta Kerempuh.[11]
- 2014.: Prolaz u kojem se nalazi kazališna zgrada i uprava Gradskog satiričkog kazališta Kerempuh imenovan je u Prolaz Fadila Hadžića.[12]

## Vanjske poveznice
- Satiričko kazalište Kerempuh: In memoriam / Fadil Hadžić (1922.-2011.)
- Damir Radić, Portret redatelja. Fadil Hadžić  Arhivirana inačica izvorne stranice od 6. travnja 2019. (Wayback Machine), Vijenac, broj 225, 17. listopada 2002.
- Nenad Polimac, Fadil Hadžić - zanemareni filmski klasik, interview na stranicama Nacionala. Objavljeno u Nacionalu br. 361, 16. listopada 2002.
- Kristina Gaćarić, In memoriam. Posljednji intervju F. Hadžića - 'Vrijeme koje mi je preostalo rezervirao sam za komediju', nacional.hr, 3. siječnja 2011.